# Bring a Little Lovin'
«Bring a Little Lovin '» es una canción escrita por Harry Vanda y George Young para el grupo español Los Bravos. La canción se lanzó como sencillo en abril de 1968 y alcanzó el n. º 51 en el Billboard Hot 100 en Estados Unidos.
La canción había sido grabada anteriormente por la banda The Easybeats, de la que formaban Vanda y Young; si bien quedó como una demo que nunca se lanzó.
En junio de 1992, el cantante puertorriqueño Ricky Martin lanzó una nueva versión de la canción llamada Dime que me quieres, publicada meses antes en su disco debut.
En marzo de 2019, la canción volvió a la primera línea de la cultura popular después de ser utilizada en el tráiler de Érase una vez en Hollywood, la novena película de Quentin Tarantino, de temática de comedia negra, protagonizada por Leonardo DiCaprio, Brad Pitt y Margot Robbie, sobre el asesinato de Sharon Tate en agosto de 1969 por parte de la Familia Manson.

## Posición en listas
| Listas (1968)                      | Posición más alta |
| ---------------------------------- | ----------------- |
| Estados Unidos (Billboard Hot 100) | 51                |